# Megváltás
A megváltás (latin redemptio, görög apolytrosis, apolütrószisz; jelentése: megvásárlás, kiváltás, visszavásárlás) elsősorban az ábrahámi vallásokban használt fogalom, de a többi világvallásban is megtalálható.
A Bibliában használt szó arra utal, hogy Isten kiváltja, kiszabadítja népét.
A kereszténységben a megváltás mint a bűntől, s ennek következményeitől való megszabadítás, Krisztus, a Megváltó érdeme által. Arra utal, hogy Krisztus a szenvedésével és halálával kiérdemelte, hogy a megtérő emberek szabaddá váljanak minden bűntől, és a bűnt követő „örök halál”-tól. A megváltás egyfelől Krisztus kereszthalálával ment végbe, másfelől a Krisztusba vetett élő hit, a megtérés és keresztség által valósul meg.

## Kereszténység
A megváltásról a Biblia először abban az ítéletben adott hírt, amelyet Isten az édenkertben mondott Sátán felett. Ezt mondta: „Ellenségeskedést szerzek közötted és az asszony között, a te magod között, és az ő magva között: az neked fejedre tapos, te pedig annak sarkát mardosod”. Ezen az első emberpár hallatára elhangzott ítélet nekik és utódaiknak tett ígéret volt. Míg az ember és Sátán közötti harcot jövendölt, azt is kinyilatkoztatta, hogy a nagy ellenség hatalma végül megtörik. Ádám és Éva bűnözőként állt az igazságos bíró előtt, várva a törvényszegésük miatti ítéletre; azonban mielőtt a rájuk kirótt vesződséges, fájdalmas életről hallottak volna, illetve arról, hogy vissza kell térniük a föld porába, reményt kínáló szavak hangzottak el. Az emberiségnek bár szenvednie kell a hatalmas ellenségtől, de örömmel várhatja a végső győzelmet. 
A bűn miatt nemcsak az ember, hanem a Föld is a gonosz hatalmába került, és a megváltás tervének ezt kell helyreállítania. Ádám megteremtésekor uralmat kapott a föld felett, de mivel engedett a kísértésnek, az Sátán hatalma alá került. Amikor az ember Sátán foglya lett, az uralom, amely az övé volt, legyőzőjének kezébe ment át. Így lett Sátán „e világ istene”. Kisajátította azt az uralmat, amelyet eredetileg Ádám kapott. De Krisztus, aki áldozatával megfizette a bűn büntetését, nemcsak megváltja az embert, hanem vissza is adja eljátszott uralmát. Mindent, amit az első Ádám elvesztett, helyreállít a „második Ádám”, Jézus. 
Isten a földet szent és boldog lények lakóhelyéül teremtette. Ez a szándék megvalósul, amikor Isten hatalma által megújultan, a bűntől és bánattól megszabadultan az új föld a megváltottak örök lakóhelyévé lesz. „Az igazak öröklik a földet, és mindvégig rajta lakoznak.” „És semmi elátkozott nem lesz többé; és az Istennek és a Báránynak királyi széke benne lesz; és ő szolgái szolgálnak néki” 
A megváltás tervének az ember megváltásán túl volt egy tágabb és mélyebb célja. Krisztus nemcsak ezért jött a földre; nem csupán azért, hogy e világ lakói úgy tekintsék Isten törvényét, ahogy kell. Krisztus azért is jött, hogy a világegyetem előtt igazolja Isten jellemét. Nagy áldozatának ezt az eredményét – és hatását más világok értelmes lényeire, csakúgy mint az emberre – a Megváltó előre látta, amikor közvetlenül keresztre feszítése előtt így szólt: „Most van e világ kárhoztatása; most vettetik ki e világ fejedelme: És én, ha felemeltetem e földről, mindeneket magamhoz vonzok”.
Krisztus cselekedete – hogy meghalt az ember megváltásért – nemcsak elérhetővé tette az embernek a mennyet, hanem az egész világegyetem előtt igazolta, hogy miért bánt Isten és "Fia" a lázadó Sátánnal úgy, ahogy bánt; valamint biztosította Isten törvényének örök érvényűségét, és bemutatta a bűn lényegét és következményeit. 

## Gnoszticizmus
A gnoszticizmusban a megváltás lényege az anyagvilágba zárt fényszikrák kiszabadítása az anyagból és visszajuttatása a plérómába, a fény országába. Hogy ez megtörténhessen, a világban megjelent egy magasabb rendű eón , a Logoszeón, Krisztus, aki a felszabadító tudást, a gnósziszt közölte az emberekkel. A gnosztikus megváltás nem kegyelem, hanem az én tökéletes birtoklásához eljutás, az önismeret. Ez megköveteli a világtól való tökéletes elszakadást, a léleknek a testből, az anyagból való kiemelkedését, szigorú aszkézis (nemi élettől tartózkodás, böjtök stb.) vagy esetleg (néhány irányzatban) a testet tönkretevő kicsapongások által.

## Iszlám
A Korán alapján Jézus (Íszá) Isten prófétájaként született, de emberi lény volt, nem Isten vagy „Isten Fia”. Éppen ezért az iszlám elutasítja a keresztény megváltás tanát és egyben annak az eredeti bűn tanítását. Az Istennel való közeli kapcsolat létrehozásának előfeltétele, hogy az egyén magát a földi dolgok fölé emelje. Az ember saját magát váltja meg azáltal, hogy megtartja Isten parancsait. Az iszlámban nincsenek közvetítők Isten és az emberek között, sem Jézus, sem más szentek vagy próféták.
A síita felfogásban azonban fontos szerep jut a mahdíhoz kötődő megváltástannak, aki az idők végén visszahozza az igaz iszlámot és megbünteti a vallás ellenségeit.

## Judaizmus
A megváltást kifejező pada és gaal héber szavak eredetileg kereskedelmi tranzakciókat jelöltek. A gaalt olyan ember testvéreivel kapcsolatban is használták, aki gyerek nélkül halt meg: a testvéreknek kötelező „megváltani” az eltávozott tekintélyét.
A családi jog a legközelebbi rokont, a goelt (a gaalból) kötelezte, hogy az idegen tulajdonba került javakat és személyeket megváltsa. Így Jahve is goel, Izráel megváltója, tehát a Jahve és Izráel között lévő „rokoni” köteléket hangsúlyozza.
Újabban a megváltás lényegét abban jelölik meg, hogy a jó győzelmet arat a rosszon az emberi történelemben vagy az egyén életében.

## Hinduizmus
A hinduizmusban a megváltásról, azaz hogy mik az újraszületések körfolyamatából (szanszára) való kiszabadulás (móksa) útjai, különböző felfogások uralkodnak, amelyek az istenfogalomtól és azoktól a nézetektől függenek, amelyek a világ eredetét illetik, ahova minden élőlény visszatér. Az üdvhöz vivő utak, amelyeket jógának vagy márgának (=út) hívnak, nem zárják ki egymást, hanem éppen hogy kombinálhatók 
A három fő út (trimárga):
- karma-márga – a cselekedet útja
- dzsnyána-márga = a felismerés és belátás útja
- bhakti-márga = az istenszeretet útja

Ezeken kívül egyes irányzatok más utat is követnek:
- tantra-márga = a mágikus szertartások útja

Minden út (márga, jóga) közös célja a megszabadulás (móksa, mukti), azaz az átman (egyéni lélek) kiválása a testből és a formák májá (illúzió) világából, és Brahman (a legfelsőbb lélek, abszolút önvaló) elérése, amelyben a jó és rossz, az élőlények és dolgok, a férfi és nő minden ellentéte megszűnik.
A visnuiták hisznek az egyes lelkek egyéni jellegében és a lélekvándorlás körfolyamatából kiszabadított lelkek istenközeli létezésében. A bhakti-irányzat abban látja a megváltást, hogy a lélek egybeolvad a személyes Istennel. A monista védánta-rendszerben a móksa annak tudata, hogy az átman a brahmannal azonos. A szánkhja-rendszer szerint a megváltás az örök purusa elkülönítése a prakriti-természet markolásától. A sivaiták a megváltás célját a dukhántának (= a szenvedés vége) hívják és elsősorban a természetfeletti erők megszerzését értik rajta. A sakták szerint, akik az Isten és az egyes lélek azonosságát tanítják, az a sákta éri el a kaulácsára legfelső fokát aki megfelelő magatartás által kiválik a „sötétségből” és megérett az örök Sakti felismerésére. 

## Buddhizmus
A buddhizmusban a szenvedéstől és az újjászületések végtelen sorától való megszabadulásként értelmezhető a megváltás, amely minden isteni segítség nélkül, magának az embernek a szellemi és erkölcsi energiájával történik. Ebben a vallásban az egyén saját maga jutalmazza vagy bünteti meg magát, kizárólag maga az oka annak, ha a különböző egek vagy poklok valamelyikébe kerül, s boldog vagy boldogtalan létre jut (lásd: buddhista kozmológia és érzéki vágyak birodalma). A megváltás ilyen értelemben ideiglenes (a megváltás állapotától eltekintve), ugyanis nincs örökké tartó jutalom és büntetés sem.
A buddhizmusban a megváltás ezen látszatvilágtól való megszabadulás állapota (nirvána), megszabadulás a létezés töredékességétől és mulandóságától, a szenvedéstől (dukkha). A buddhista iskolák olykor különböző módon tekintenek a megszabaduláshoz vezető útra. A gyakorlat alapja a három drágaságban való menedékvételen alapszik: Gautama Buddha, a dharma/dhamma (a tanítások) és a szangha (a közösség). A cél a megvilágosodás. Míg a théraváda gyakorló előtt önmaga megváltása, a szentté (arhattá) válás célja lebeg, addig a mahájána ágak buddhistái, ezen túllépve, az összes érző lény érdekében célozzák meg a megvilágosodást.

## Dzsainizmus
Amikor valaki leveti magáról az összes – jó és rossz – karmát, és kiolt minden kötődést, akkor ő felvilágosulttá – azaz az újraszületések ciklusaitól felszabadulttá – válik és határtalan értelemmel, ismerettel, hatalommal és boldogsággal rendelkező isten lesz. Ennek érdekében neki követnie kell a helyes hitből, ismeretből és életvitelből alkotott ún. „Három Ékkövet”. Ebbe tartozik az összes életforma iránti erőszakmentesség (még a zöldségekre is vonatkozik: csak olyat szabad enni, ami nem öli meg a növényt, például répát nem lehet fogyasztani).[forrás?] A felszabadulás meggyorsítható gyakori és rendszeres bűnvallással és megtéréssel, és – különösen az élet negyedik szakaszában – aszketikus életvitellel.